# Silvio Micali

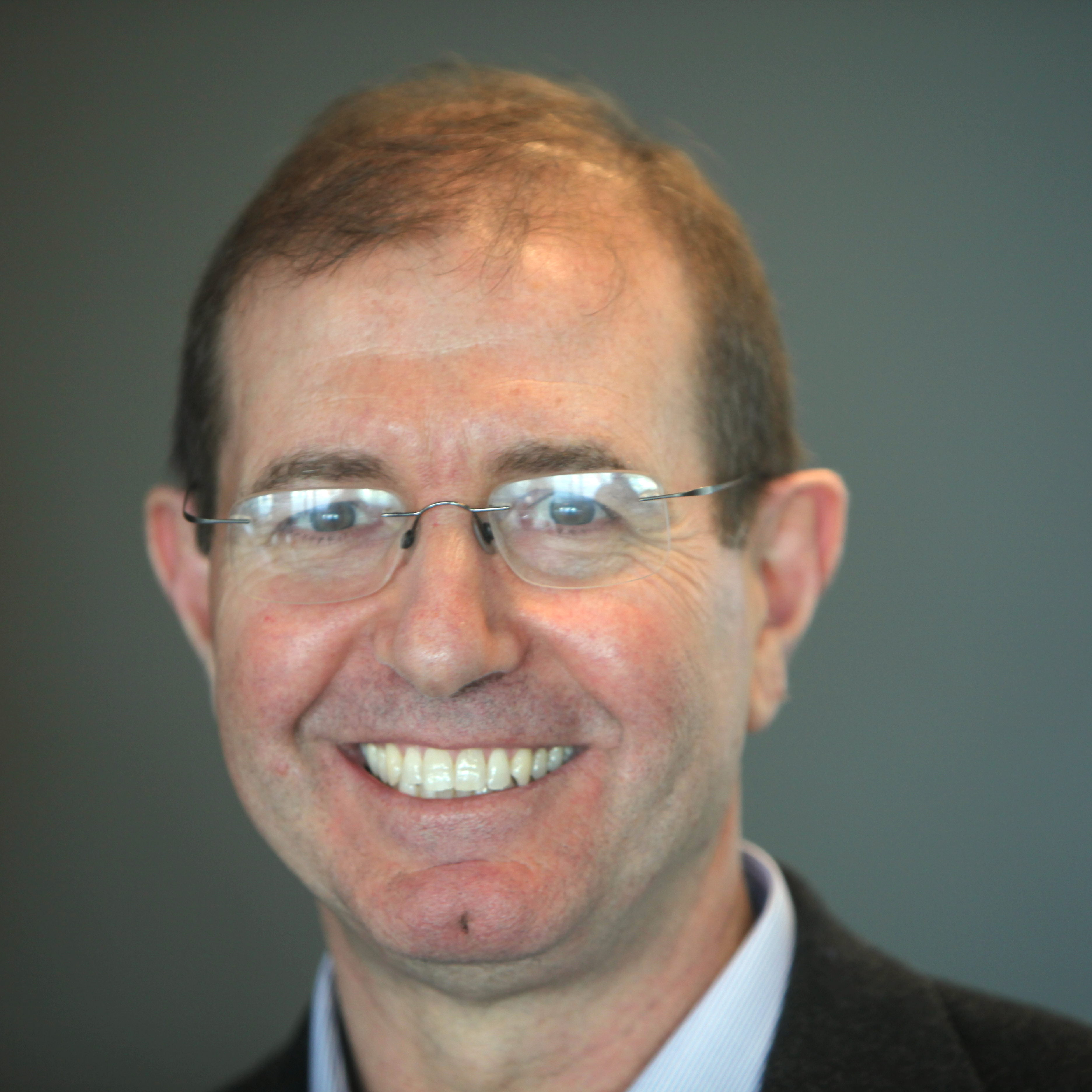
Silvio Micali

Silvio Micali (* 13. Oktober 1954 in Palermo) ist ein italienischstämmiger US-amerikanischer Informatiker.
Micali studierte an der Universität Rom (Diplom (Laurea) 1978 bei Corrado Böhm) und promovierte 1983 an der University of California, Berkeley bei Manuel Blum (Randomness versus Hardness). 1982/83 war er als Post-Doc an der University of Toronto. Seit 1983 ist er am Massachusetts Institute of Technology Professor am Labor für Informatik und Künstliche Intelligenz (zuerst ab 1983 als Assistant Professor, ab 1986 Associate Professor, ab 1991 Professor).
Micali ist bekannt für seine Beteiligung an der Entwicklung von Interaktiven Beweissystemen und Zero-Knowledge-Beweisen (mit Oded Goldreich, Shafi Goldwasser, Charles Rackoff) und weitere Arbeiten in der Kryptographie (sichere Protokolle, digitale Signaturen, Pseudozufallszahlen). 1993 erhielt er mit anderen den Gödel-Preis, 2017 den BBVA Foundation Frontiers of Knowledge Award und er erhielt auch den RSA-Preis.
Gemeinsam mit Shafrira Goldwasser ist Micali Gewinner des Turing Awards 2012.
Er ist Mitglied der National Academy of Sciences, der American Academy of Arts and Sciences und der National Academy of Engineering.

## Schriften
- Oded Goldreich, Silvio Micali, Avi Wigderson: Proofs that yield nothing but their validity (PDF; 3,0 MB). Journal of the ACM, Bd. 38, 1991, S. 690–728.
- Shafi Goldwasser, Silvio Micali, Charles Rackoff: The Knowledge Complexity of Interactive Proof Systems (PDF; 6,5 MB). SIAM Journal on Computing Bd. 18, 1989, S. 186–208